# 石川直久
石川 直久（いしかわ なおひさ、1947年 - ）は日本の医学者。専門は薬理学。愛知医科大学学長。

## 略歴
岐阜県出身。東海高等学校を卒業後名古屋大学医学部に進み、1976年（昭和53年）に大学院医学研究科修了。1984年（昭和59年）に名古屋大医学部助教授、1989年（平成元年）に愛知県衛生研究所に転じて生物部長、1994年（平成6年）から3年に渡り同研究所の所長を務める。1997年（平成9年）に愛知医科大学教授、副学長・医学部長を経て2006年（平成18年）に学長に就任。

## 所属学協会
- 日本薬理学会
- 日本臨床薬理学会
- 日本呼吸器学会
- 日本毒科学会

## 役職
- 愛知県医師会・治験推進事務局顧問[4]